# Xanthorhoe kamtshatica
Xanthorhoe kamtshatica är en fjärilsart som beskrevs av Alexander Michailovitsch Djakonov 1925. Xanthorhoe kamtshatica ingår i släktet Xanthorhoe och familjen mätare. Inga underarter finns listade i Catalogue of Life.